# Буряченко Володимир Філімонович
Володимир Філімонович Буряченко (*1888 року, Одеса, Російська імперія — дата і місце смерті невідомі) — лексикограф, перекладач, видавець.

## Біографія
Володимир Буряченко народився в Одесі в 1888 році. Закінчив історико-філологічний факультет Новоросійського університету в місті Одеса. По закінченню університету працював у різних освітніх, кооперативних. та видавничих закладах. Володимир Філімонович був ініціатором створення в Одесі видавництва «Дніпро» в 1910 році. Допомагав А. Ніковському випускати журнал «Основа» (1915). У 1925—1929 рр. був секретарем Одеської філії видавництва «Книгоспілка». Своєю роботою він зробив певний внесок у розбудову нової України, за що пізніше і був покараний органами НКВС, як і більшість українських просвітителів-культурологів тієї епохи. На початку 1930-х років був заарештований органами НКВС, але згодом звільнений. Подальша доля не відома.

## Творчість
Зміна статусу української мови у період 1917—1921 років спричинила активізацію лексикографічної роботи — видавалася велика кількість словників різних типів. До цього процесу долучився і Буряченко. Але не тільки як філолог, в першу чергу — як провідник національного руху. Серед його лексикографічних праць — «Словник російсько-український», перше видання якого вийшло у 1916 році. Згодом у 1918 році в Одеському видавництві Є. І. Фесенка вийшов примірник Словника з додатком.
На форзаці примірника словника з фондів книгозбірні червоніє упереджувальний напис: «В закрытый фонд, как устаревшую», а на звороті титулу бовваніє ледь помітний автограф побляклим чорнилом: «До Херсонської Громадської Бібліотеки. Херсон, 2 березня 1921. Автор». Додаток до словника розділений на дві частини. Одна частина містить «Слова пропущені або неповні переложені», інша — «Канцелярійний словничок». Сама назва додатків наводить на думку, що словник даного типу, скоріше за все, призначався для пересічних громадян, які починали опановувати українську мову. Він мав цілком утилітарний, прикладний характер, пов'язаний з практичним застосуванням. Нині дане видання становить інтерес не тільки як книжкова пам'ятка українського друку. В епоху змін, нових форматів мовлення, повертаючи з небуття викреслені радянською владою українські підручники періоду 1917—1921 років, науковці повертають їм друге життя — звертають на них увагу пересічних фахівців, практиків-мовників та студентів-філологів.

## Праці
- «Російсько-український словарь» (О., 1916)
- «Російсько-український словник з додатком канцелярського словника» (О., 1918)

Володимир Буряченко здійснив низку перекладів з російської та інших літератур. Переклав «Комедії» Антона Чехова та «Хатину дядька Тома» Гаррієт Бічер-Стоу. Інсценізував оповідання В. Винниченка «Голод» та М. Коцюбинського «Сміх».